# 에르푸르트구

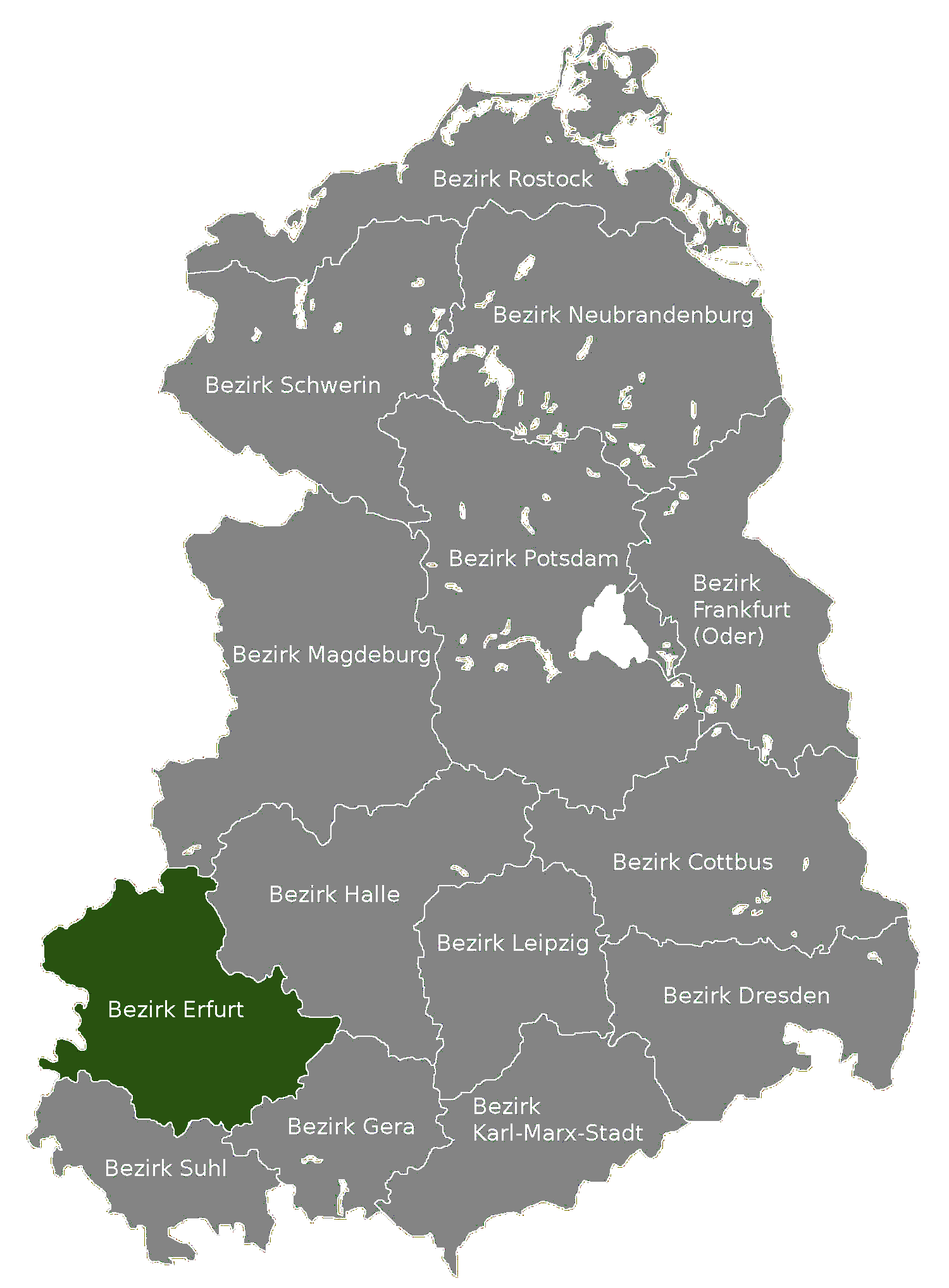
에르푸르트 구의 위치

에르푸르트구(독일어: Bezirk Erfurt)는 과거 동독(독일 민주 공화국)에 존재했던 14개 구 가운데 하나로 구청 소재지는 에르푸르트였다.

## 행정 구역 정보
- 구청 소재지: 에르푸르트
- 면적: 7,349km2
- 인구: 1,240,400명 (1989년 당시 기준)
- 인구 밀도: 170명/km2
- 차량 번호판 코드: L, F
- 하위 행정 구역: 13개 군, 2개 시

## 역사
1952년 7월 25일에 시행된 행정 구역 개편 당시에 폐지된 주를 대신하여 신설된 14개 구 가운데 하나였다. 1990년 동서독 통일 당시에 튀링겐 주에 편입되었다.

## 지리
동독 남서부에 위치한 구였으며 서쪽으로는 서독과 국경을 접하고 있었다. 북쪽으로는 마그데부르크 구, 동쪽으로는 할레 구, 남동쪽으로는 게라 구, 남쪽으로는 줄 구와 접하고 있었다.

### 하위 행정 구역
- 13개 군(Landkreise): 아폴다 군(Apolda), 아른슈타트 군(Arnstadt), 아이제나흐 군(Eisenach), 에르푸르트란트 군(Erfurt-Land), 고타 군(Gotha), 하일리겐슈타트 군(Heiligenstadt), 랑겐잘차 군(Langensalza), 뮐하우젠 군(Mühlhausen), 노르트하우젠 군(Nordhausen), 죄메르다 군(Sömmerda), 존더스하우젠 군(Sondershausen), 바이마르란트 군(Weimar-Land), 보르비스 군(Worbis)
- 2개 시(Stadtkreise): 에르푸르트 시(Erfurt), 바이마르 시(Weimar)